# Fotosensibilidad
La fotosensibilidad es una respuesta exagerada a la luz, generalmente luz solar, que se manifiesta minutos, horas o días después de la exposición y puede persistir durante un tiempo variable. La reacción aparece solo en las regiones expuestas a la luz. Se produce por sustancias que, previamente, han de haber sufrido fotoactivación, por absorción de la energía fotónica. Las reacciones de fotosensibilidad pueden ser causadas por agentes endógenos o exógenos:

## Características
- Agentes endógenos: moléculas del organismo, habituales en la piel, o bien que se acumulen en ella como consecuencia de una alteración metabólica, como ocurre en el caso de las porfirias, trastornos que cursan con un acúmulo de porfirinas, agentes endógenos fototóxicos.
- Agentes exógenos: medicamentos y otros productos químicos. Pueden acceder a la piel por vía tópica o sistémica.

Las reacciones de fotosensibilidad pueden ser fototóxicas o fotoalérgicas.

## Fototoxicidad
Reacción adversa que se produce cuando el agente fotosensibilizante localizado en la piel, absorbe la radiación luminosa y desencadena un daño tóxico.

### Mecanismos de acción
Las reacciones de fototoxicidad se clasifican en fotodinámicas y no fotodinámicas, según requieran o no la presencia de oxígeno.
- Reacción fotodinámica: el agente fotosensibilizante absorbe energía y pasa de su estado basal a un estado excitado. Estas moléculas excitadas al recuperar su situación basal, transfieren la energía al oxígeno, formando oxígeno singlete, o se reducen y forman otras especies reactivas de oxígeno (peróxidos, anión superóxido). Estos productos reactivos son los que van a causar el daño tóxico, alterando los componentes celulares, y desencadenando la muerte celular.
- Reacción no fotodinámica: el agente fotosensibilizante activado por la luz interacciona de forma directa con los componentes celulares. Así, la molécula en estado excitado, se une de forma covalente a proteínas y ácidos nucleicos. Un ejemplo es la unión covalente de los psoralenos a las bases pirimidínicas del DNA.

### Manifestaciones clínicas
Estas reacciones adversas pueden aparecer en cualquier individuo tras la administración por cualquier vía de una dosis suficiente del agente fototóxico y la posterior exposición a la luz (radiaciones UVA, UVB y visible). En función de la vía de administración del agente causal, distinguimos entre fototoxicidad sistémica (se produce en todas las áreas expuestas a la luz) y fotoxicidad tópica (aparece sólo en el lugar de contacto con la sustancia).
Las manifestaciones pueden observarse en cuestión de minutos u horas, observándose eritema con edema y formación ocasional de ampollas. Se resuelven con hiperpigmentación y descamación, de forma parecida a la quemadura solar. También es característico quemazón y prurito.
Algunas sustancias afectan a las uñas produciendo hemorragias subunguales y fotoonicolísis.

### Sustancias químicas fototóxicas
Existen numerosas sustancias químicas capaces de producir reacciones de fototoxicidad. Entre ellas, encontramos diversos fármacos utilizados en terapéutica.
| Fototóxicos sistémicos                                                | Fototóxicos tópicos                            |
| --------------------------------------------------------------------- | ---------------------------------------------- |
| Ansiolíticos: alprazolam                                              | Alquitranes                                    |
| Antimicrobianos: quinolonas, sulfonamidas, tetraciclinas, trimetoprim | Perfumes: aceite de bergamota                  |
| Antifúngicos: griseofulvina                                           | Vegetales y frutas: lima, limón, higo, perejil |
| Antidepresivos tricíclicos: amitriptilina, imipramina                 | Plantas con furanocumarina: hiedra, higuera... |
| Antipsicóticos: fenotiazinas                                          | Colorantes: rojo de bengala, eosina            |
| Antimaláricos: cloroquina                                             |                                                |
| AINEs: piroxicam, naproxeno, nabumetona                               |                                                |
| Retinoides: isotretinoína, etretinato                                 |                                                |
| Diuréticos: tiazidas, furosemida                                      |                                                |
| Hipoglucemientes: sulfonilureas                                       |                                                |
| Medios de contraste: fluoresceína, azul de metileno                   |                                                |
| Hipolipemiantes: fibratos                                             |                                                |
| Antineoplásicos: adriamicina, fluorouracilo                           |                                                |

#### Psoralenos
Los psoralenos son furanocumarinas fototóxicas presentes en especies vegetales de la familia de las umbelíferas. Se utilizan en perfumes y cosméticos (como el aceite de bergamota) y en fototerapia tópica.
El mecanismo de fototoxicidad (figura 1) es de tipo no fotodinámico. Cuando los psoralenos penetran en las células, acceden al núcleo donde se intercalan con el ADN y forman lo que se denomina "complejos oscuros". La absorción de energía forma un monoaducto 3,4 o 4,5 ciclobutano con bases pirimidínicas (citosina y timina) del ADN. Así, se forma un complejo de inclusión cíclico que enlaza el psoraleno con el ADN. La absorción de un segundo fotón determina un aducto bifuncional que forma un enlace covalente cruzado con un resto de base pirimidínica de cada una de las hebras de ADN. Esto conduce a la inhibición de la reparación y la síntesis de ADN y desencadena la reacción fototóxica, pudiendo producir la muerte celular.
El efecto fototóxico inducido por los psoralenos se puede emplear de forma controlada con fines terapéuticos. Así, los psoralenos aplicados en la piel y administrados por vía oral se utilizan para potenciar los efectos de la exposición controlada a la radiación UVA. Esta terapia se conoce como PUVA (de psoralenos + UVA) y es una modalidad de lo que se conoce como fotoquimioterapia. Ha demostrado su eficacia en el tratamiento de la psoriasis, el eccema y otras alteraciones cutáneas que cursan con una proliferación excesiva de queratinocitos y de linfocitos.

#### Fototoxicidad de fármacos
Numerosos fármacos son capaces de producir reacciones de fototoxicidad. Es el caso, por ejemplo, de los derivados del antibacteriano sulfanilamida (p-aminobencensulfonamida), entre los que destacan los antidiabéticos orales glibenclamida, glicazida y tolbutamida, que pertenecen a la familia de las sulfonilureas; los antibacterianos sulfametoxazol, sulfasalazina y sulfadiazina; y los diuréticos furosemida, hidroclorotiazida o acetazolamida (figura 2). Se han detectado reacciones de fototoxicidad con estos fármacos, de intensidad variable atendiendo a las diferencias estructurales.
Así, se ha visto que la glibenclamida conduce a la muerte de células cervicales en cultivo, tras la irradiación con luz UV y visible y tiene la capacidad de oxidar al ADN cuando es expuesto a la luz. El hecho de que este efecto sea inhibido por antioxidantes, sugiere la participación de especies reactivas de oxígeno en el desarrollo de la reacción fototóxica. Por ello, el mecanismo de fototoxicidad es de tipo fotodinámico; conduce a la formación de oxígeno singlete, responsable del daño tóxico.

## Fotoalergia
Reacción adversa que se produce cuando el agente fotosensibilizante localizado en la piel, absorbe la radiación luminosa y adquiere capacidad inmunogénica.

### Mecanismo de acción
Se trata de una reacción de hipersensibilidad tipo IV. Generalmente las sustancias activadas por la luz se comportan como haptenos, que al unirse a macromoléculas del organismo forma un antígeno, que desencadena la reacción inmunitaria tipo IV. El mecanismo es idéntico al de la dermatitis de contacto, mediado por linfocitos T.

### Manifestaciones clínicas
Estas reacciones adversas aparecen en los individuos que han sufrido una sensibilización previa al fotoalérgeno. Pueden producirse tras la administración de la sustancia fotosensibilizante por vía sistémica o tópica, siendo más frecuente esta última. Las radiaciones responsables de estos son las UVA.
Las manifestaciones aparecen en 24-48 horas, observándose una sintomatología análoga a la dermatitis de contacto: pápulas y vesículas con descamación y costras e intenso prurito. Hay una intensa reacción inflamatoria con participación de linfocitos y eosinófilos. La fotoalergía inducida por algunos fármacos se puede cronificar, apareciendo descamación, liquenificación e intenso prurito, de forma análoga a la dermatitis atópica o a la dermatitis por contacto crónica.
La distribución de las lesiones está limitada fundamentalmente a las regiones expuestas a la luz, pero puede extenderse hacia regiones adyacentes no expuestas; por tanto, no presenta una delimitación tan clara como la que ocurre en la fototoxicidad.

### Sustancias químicas fotoalérgicas
Algunas sustancias capaces de producir reacciones de fotoalergia se presentan en la siguiente tabla:
| Fotoalérgenos sistémicos                    | Fotoalérgenos tópicos                                                                             |
| ------------------------------------------- | ------------------------------------------------------------------------------------------------- |
| Antimicóticos: griseofulvina                | Pantallas solares (PABA, parsol 1789, octilmetoxicinamato, etc.                                   |
| Antipalúdicos: quinina                      | Fragancias: almizcle, sándalo, etc.                                                               |
| Antimicrobianos: quinolonas, sulfonamidas   | Antibacterianos: tetraclorosalicilanilida, dribromosalicilanilida, hexaclorofeno, triclosán, etc. |
| AINEs: piroxicam                            | Antimicóticos: bitionol, fenticloro, multifungina, buclosamida, etc.                              |
| Vitaminas: B6                               | Otros: clorpromazina, prometazina, tiourea, ketoprofeno, clioquinol...                            |
| Hipoglucemiantes: sulfonilurea, sulfonamida |                                                                                                   |
| Antihistamínicos: difenhidramina            |                                                                                                   |
| Diuréticos: clorotiazida                    |                                                                                                   |
| Edulcorantes: ciclamato                     |                                                                                                   |
| Laxantes: bisacodilo                        |                                                                                                   |

## Diferencias entre fototoxicidad y fotoalergia[5]
|                                                              | Fototoxicidad                                                                             | Fotoalergia                                                                                 |
| ------------------------------------------------------------ | ----------------------------------------------------------------------------------------- | ------------------------------------------------------------------------------------------- |
| Naturaleza                                                   | Toxicoirritativa                                                                          | Inmunológica                                                                                |
| Epidemiología                                                | Puede afectar al 100% de la población                                                     | Sólo afecta a individuos previamente sensibilizados                                         |
| Dependencia de la dosis                                      | Sí                                                                                        | No                                                                                          |
| Tipo de radiación que activa los agentes fotosensibilizantes | UVA, UVB y luz visible                                                                    | UVA                                                                                         |
| Vía de exposición al fotosensibilizador                      | Más frecuente vía sistémica                                                               | Más frecuente vía tópica                                                                    |
| Manifestaciones clínicas                                     | Eritema, edema, vesículas y ampollas. Hiperpigmentación residual; quemazón, prurito       | Lesiones eccematosas, prurito                                                               |
| Histopatología                                               | Necrosis epidérmica                                                                       | Dermatitis espongiótica                                                                     |
| Fisiopatología                                               | Lesión tisular directa                                                                    | Hipersensibilidad tipo IV                                                                   |
| Período de latencia                                          | Minutos - horas                                                                           | 24 a 48 horas                                                                               |
| Reacciones cruzadas con otros agentes                        | Poco frecuente                                                                            | Frecuente                                                                                   |
| Pigmentación residual                                        | Sí                                                                                        | No                                                                                          |
| Topografía de las lesiones                                   | Bien delimitadas, no hay lesiones diseminadas                                             | Mal delimitadas, puede haber diseminación a distancia y en partes cubiertas                 |
| Cronificación                                                | No                                                                                        | Sí                                                                                          |
| Diagnóstico                                                  | Manifestaciones clínicas + fotopruebas                                                    | Manifestaciones clínicas + fotopruebas + historia clínica                                   |
| Tratamiento                                                  | Identificar y evitar el fototóxico, medidas de protección solar y tratamiento sintomático | Identificar y evitar el fotoalérgeno, medidas de protección solar y tratamiento sintomático |